# Gualtiero di San Vittore
Gualtiero di San Vittore (... – 1180 circa) è stato un filosofo e teologo francese vissuto nel XII secolo.

## Biografia
Membro esimio della Scuola di San Vittore, istituzione che si occupava di studi filosofici, teologici e giuridici fondata nel 1108 da Guglielmo di Champeaux presso l'abbazia omonima nei pressi di Parigi, di cui Gualtiero fu anche priore.
L'unica certezza relativa alle notizie biografiche è che la sua scomparse è avvenuta nel 1180 oppure è di poco successiva, in quanto il suo contributo più famoso al dibattito teologico contemporaneo, i Contra quattuor labyrinthos Franciae, è posteriore al 1179.
Oggetto dell'opera è una violenta polemica verso quelli che chiama "labirinti", ovvero quattro celebri teologi francesi dell'epoca: Pietro Abelardo, Gilberto Porretano, Pietro Lombardo e Pietro di Poitiers.
Contesta l'uso da questi fatto del metodo dialettico in campo teologico e l'applicazione da parte della scolastica di strumenti come la logica aristotelica. Fu un fiero avversario del nichilismo cristologico.
Gualtiero riteneva questa deriva deprecabile in quanto giudicava errato analizzare in modi siffatti misteri quali la Trinità o l’Incarnazione che ineriscono solo la fede. 
Un altro teologo contro cui si scagliò fu Guglielmo di Conches e non fu meno polemico nei confronti dell'anonimo autore che scrisse le Sententiae divinitati.

## Opere
- Contra quattuor labyrinthos Franciae, 1179 circa.